# Італі (Техас)
Італі (англ. Italy) — місто (англ. town) в США, в окрузі Елліс штату Техас. Населення — 1926 осіб (2020).

## Географія
Італі розташоване за координатами 32°11′11″ пн. ш. 96°53′9″ зх. д. / 32.18639° пн. ш. 96.88583° зх. д. (32.186464, -96.885789).  За даними Бюро перепису населення США в 2010 році місто мало площу 4,68 км², з яких 4,67 км² — суходіл та 0,00 км² — водойми.

## Демографія
Згідно з переписом 2010 року, у місті мешкали 1863 особи в 650 домогосподарствах у складі 478 родин. Густота населення становила 398 осіб/км².  Було 727 помешкань (155/км²).
Расовий склад населення:
| - 69,7 % — білих - 18,0 % — чорних або афроамериканців - 0,6 % — корінних американців - 0,2 % — азіатів - 9,1 % — осіб інших рас |

До двох чи більше рас належало 2,4 %. Частка іспаномовних становила 21,3 % від усіх жителів.
За віковим діапазоном населення розподілялося таким чином: 29,7 % — особи молодші 18 років, 60,4 % — особи у віці 18—64 років, 9,9 % — особи у віці 65 років та старші. Медіана віку мешканця становила 34,1 року. На 100 осіб жіночої статі у місті припадало 96,1 чоловіків;  на 100 жінок у віці від 18 років та старших — 91,4 чоловіків також старших 18 років.
Середній дохід на одне домашнє господарство  становив 50 712 долари США (медіана — 41 500), а середній дохід на одну сім'ю — 60 064 долари (медіана — 47 344). Медіана доходів становила 46 111 долар для чоловіків та 27 180 доларів для жінок. За межею бідності перебувало 13,9 % осіб, у тому числі 12,9 % дітей у віці до 18 років та 3,1 % осіб у віці 65 років та старших.
Цивільне працевлаштоване населення становило 803 особи. Основні галузі зайнятості: освіта, охорона здоров'я та соціальна допомога — 29,8 %, виробництво — 20,8 %, роздрібна торгівля — 12,1 %, науковці, спеціалісти, менеджери — 6,7 %.